# Eduardo Hernández-Pacheco
Eduardo Hernández-Pacheco y Estevan (Madrid, 23 de mayo de 1872-Alcuéscar, 6 de marzo de 1965) fue un geólogo, paleontólogo y arqueólogo español.

## Biografía
Procedente de una familia de vieja tradición liberal y militar, nació en Madrid en 1872. Su padre fue Francisco Hernández-Pacheco y Pavón, que fue coronel y gobernador militar de Cáceres. Asistió a la escuela de Alcuéscar (Cáceres), donde vivió toda su infancia para posteriormente estudiar bachillerato en Badajoz. Se licenció en Ciencias Naturales por la Universidad Central de Madrid (actual Complutense), obteniendo el Premio Extraordinario de Licenciatura. En 1896 se doctoró con su tesis titulada Estudio Geológico de la Sierra de Montánchez, dirigida por José Macpherson, profesor suyo. Desde el comienzo de su carrera científica estuvo en contacto con la Institución Libre de Enseñanza, fundamentalmente a través de la Junta para Ampliación de Estudios, y posteriormente con ocasión de la educación de sus dos hijos Francisco y Diego.
En 1896 comenzó su etapa docente como profesor del instituto de bachillerato de Cáceres (localidad en la que actualmente se encuentra un Instituto de secundaria que lleva su nombre). Posteriormente ejerció como profesor adjunto en la Universidad de Valladolid. En 1899 obtuvo una cátedra de Instituto de Segunda Enseñanza en Córdoba en donde comenzaron realmente sus estudios geológicos. También este año es nombrado miembro numerario de la Academia de Ciencias, Letras y Artes de Córdoba y descubre el hoy célebre yacimiento de arqueociatos de Las Ermitas, cerca de esa ciudad.
En el año de 1907 la Real Sociedad Española de Historia Natural le designó para acompañar a Salvador Calderón y Arana en una expedición a las Islas Canarias orientales. Sus estudios se centraron en la vulcanología de Lanzarote e isletas, publicando una extensa monografía como resultado de sus estudios, aunque también realizó colectas de ejemplares paleontológicos con destino al Museo Nacional de Ciencias Naturales. En 1910 ganó la cátedra de Geología de la Universidad Central de Madrid, cargo que llevaba aparejado la de Jefe de Sección de Geología y Paleontología estratigráfica del Museo de Ciencias Naturales.
Ya instalado en Madrid, su influencia educativa sobre la juventud se extiende más allá de las aulas universitarias y contribuye, ligado también al ambiente de la Institución Libre de Enseñanza, a popularizar el excursionismo por la Sierra de Guadarrama a través de la  Sociedad de Alpinismo Peñalara. La Fuentes de los Geólogos es un resto en la toponimia serrana de esas aficiones.
Sus estudios no se limitaron exclusivamente al territorio nacional, también realizó estudios en Francia, Bélgica, Suiza, Italia y el norte de África. Además, durante su larga vida, desempeñó otros cargos en numerosos organismos científicos. Dirigió la Comisión de Investigaciones Paleontológicas y Prehistóricas, que fundó y organizó, fue vicepresidente de la Asociación Española para el Progreso de las Ciencias, presidente (1917) y presidente honorario (1946) de la Real Sociedad Española de Historia Natural, académico de la de Ciencias Exactas, Físicas y Naturales (1922), miembro del Consejo del Institut International d´Anthropologie de París, correspondiente de la Academia de Ciencias de Lisboa y de otras nacionales y extranjeras, colaborador de la Revue de Géologie, Revue Anthropologique, etc.
Con independencia de otras muchas publicaciones y estudios en el campo de la paleontología y la prehistoria, su gran y monumental obra fue la elaboración del Mapa Geológico de España, que es el reflejo, no solo de una labor de síntesis científica, sino de un ingente trabajo de campo que no se explica sin una auténtica pasión por la naturaleza y por lo que él llamaba el Solar Hispánico. Es por esta obra que Hernández-Pacheco puede ser considerado aún hoy el padre de la geología española. También es de mencionar, como ha señala Santos Casado, el protagonismo de Hernández-Pacheco en los comienzos del conservacionismo en España y su influencia en los primeros diseños de legislación protectora de espacios naturales, en el periodo de la Segunda República.
Hablar de República en España procediendo de ambientes cercanos a la Institución Libre de Enseñanza, supone hablar de izquierdas. Sin embargo, no fue éste su caso, ya que la deriva política de Hernández-Pacheco guarda relación con Alejandro Lerroux y de alguna forma lo acompaña en su evolución hacia posiciones de centro-derecha. De hecho, el comienzo de la  Guerra Civil, en julio de 1936, sorprende a Hernández-Pacheco como rector de la Universidad de verano de Santander. Y de vuelta a Madrid, sintiéndose extraño al rumbo revolucionario que a su entender ha tomado la República..., decide más bien presentarse en Burgos, donde, escaso de intelectuales, el naciente régimen lo acoge de buen grado. Son importantes sus contribuciones, en la inmediata postguerra, a la fundación y primer desarrollo del Consejo Superior de Investigaciones Científicas, en las que intenta revitalizar sus viejas experiencias en la Junta de Ampliación de Estudios; y también a la puesta en marcha de su querida Academia de Ciencias y del Museo de Ciencias Naturales.
Tras una larga ancianidad, volvió a morir a su tierra extremeña: falleció en Alcuéscar, Cáceres, en 1965.

## Obra
Su producción científica fue muy extensa, abarcando temas de geología, paleontología, geomorfología, prehistoria o conservación del patrimonio natural.
Trabajos seleccionados:
- Hernández-Pacheco, Eduardo (1901). «Datos para la flora micológica de los alrededores de Córdoba». Boletín de la Real Sociedad Española de Historia Natural, 1: 131-133
- — (1909). «Estudio geológico de Lanzarote y de las isletas Canarias». Memorias de la Real Sociedad española de Historia Natural, 6(4): 167-342
- — (1914). Las pinturas prehistóricas de Peña Tu (Asturias). Comisión de Investigaciones Paleontológicas y Prehistóricas, 2. 35 págs.
- — (1915). «Geología y Paleontología del Mioceno de Palencia». Comisión de Investigaciones Paleontológicas y Prehistóricas, 5. 295 págs.
- — y Obermaier, Hugo (1915). La mandíbula neandertaloide de Bañolas. Comisión de Investigaciones Paleontológicas y Prehistóricas, 6. 43 págs.
- — (1917). «Hallazgo de tortugas gigantescas en el Mioceno de Alcalá de Henares». Boletín de la Real Sociedad Española de Historia Natural, 17: 194-200
- — (1920). «Comunicación respecto a los Parques nacionales y a los Monumentos naturales de España». Boletín de la Real Sociedad Española de Historia Natural, 20: 267-282
- — (1923). «Edad y origen de la cordillera central de la península Ibérica». Asociación Española para el Progreso de las Ciencias. Congreso de Salamanca, 2: 119-135
- — (1924). «Las pinturas prehistóricas de las Cuevas de la Araña (Valencia)». En: Comision de investigaciónes paleontológicas y prehistóricas, memoria nº 34. Publicaciones del Museo Nacional de Ciencias Naturales.
- — (1926). «La Sierra Morena y la Llanura Bética (Síntesis Geológica)». En: XIV Congreso Geológico Internacional. Madrid, 1926. Publicaciones del Instituto Geológico de España. 150 págs.
- — (1927). «Geología histórica (Paleontología)». En: Historia Natural. Tomo IV. Geología. Publicaciones del Instituto Gallach de Librería y Ediciones. Págs. 449-563 Barcelona
- — (1927). «Los períodos geológicos. Las divisiones cronológicas de la historia de la Tierra». En: Historia Natural. Tomo IV. Geología. Publicaciones del Instituto Gallach de Librería y Ediciones. Págs. 564-580 Barcelona
- — (1928). «Les volcans de la région centrale d´Espagne», Bull. volcanologique, 4: 1-267
- — (1928). Los cinco ríos principales de España y sus terrazas. Trabajos del Museo Nacional de Ciencias Naturales, 36. 150 págs.
- — (1930). «Reorganización de la Junta de Parques Nacionales y designación de Sitios y Monumentos Naturales y de Interés Nacional». Boletín de la Real Sociedad Española de Historia Natural, 30: 78-81
- — (1934). Síntesis fisiográfica y geológica de España. Trabajos del Museo Nacional de Ciencias Naturales, 38. 584 págs.
- — (1944). El Museo de Ciencias Naturales y sus naturalistas de los siglos XVIII y XIX. Publicaciones del Museo Nacional de Ciencias Naturales. 81 págs.
- — (1949). El Sáhara español. Estudio geológico, geográfico y botánico. Publicaciones de la Dirección General de Marruecos y Colonias. 810 págs.
- — (1952). El solar en la Historia Hispana. Memorias de la Real Academia de Ciencias Exactas, Físicas y Naturales, Serie de Ciencias Naturales, 15. 766 págs. Madrid
- — (1955 y 1956). Fisiografía del Solar Hispano (2 vol.). Memorias de la Real Academia de Ciencias Exactas, Físicas y Naturales, Serie de Ciencias Naturales, 16(1 y 2). 665 + 793 págs. Madrid
- — (1959). Prehistoria del Solar Hispano. Memorias de la Real Academia de Ciencias Exactas, Físicas y Naturales, Serie de Ciencias Naturales, 20. Madrid

## Homenajes
- Un cipriniforme fósil: Leuciscus pachecoi Royo, 1921
- Un mustélido fósil: Palaeomelles pachecoi Villalta y Crusafont, 1943
- Un jiráfido fósil: Decennatherium pachecoi Crusafont, 1952
- Un género de arqueociatos: Pachecocyathus Perejón, 1971[5]
- Un instituto de enseñanza secundaria de Cáceres: I.E.S. Profesor Hernández Pacheco
- La avenida Hernández Pacheco, en Arrecife (Lanzarote, Las Palmas).
- La calle Hernández Pacheco, en Cáceres.
- La calle Eduardo Hernández Pacheco, en Mérida.
- La calle Hernández Pacheco, en Alcuéscar (Cáceres)
- La calle Profesor Eduardo Hernández Pacheco, en Córdoba

| Predecesor: Blas Lázaro Ibiza          | Académico de la Real Academia de Ciencias Exactas, Físicas y Naturales Medalla 33 1922-1965 | Sucesor: Antonio Almela Samper       |
| Predecesor: José María Dusmet y Alonso | Presidente de la Real Sociedad Española de Historia Natural 1917                            | Sucesor: Gustavo Pittaluga Fattorini |